# Pseudotabanus equinus
Pseudotabanus equinus är en tvåvingeart som först beskrevs av Ferguson och Hill 1922.  Pseudotabanus equinus ingår i släktet Pseudotabanus och familjen bromsar. Inga underarter finns listade i Catalogue of Life.